# Dominik Kalata
Dominik Kalata (ur. 19 maja 1925 w Nowej Białej, zm. 24 sierpnia 2018 w Ivance pri Dunaji) – słowacki kapłan katolicki, jezuita, biskup kościoła podziemnego w Czechosłowacji w latach 1955-1976, biskup tytularny Semta w latach 1985–2018.

## Życiorys

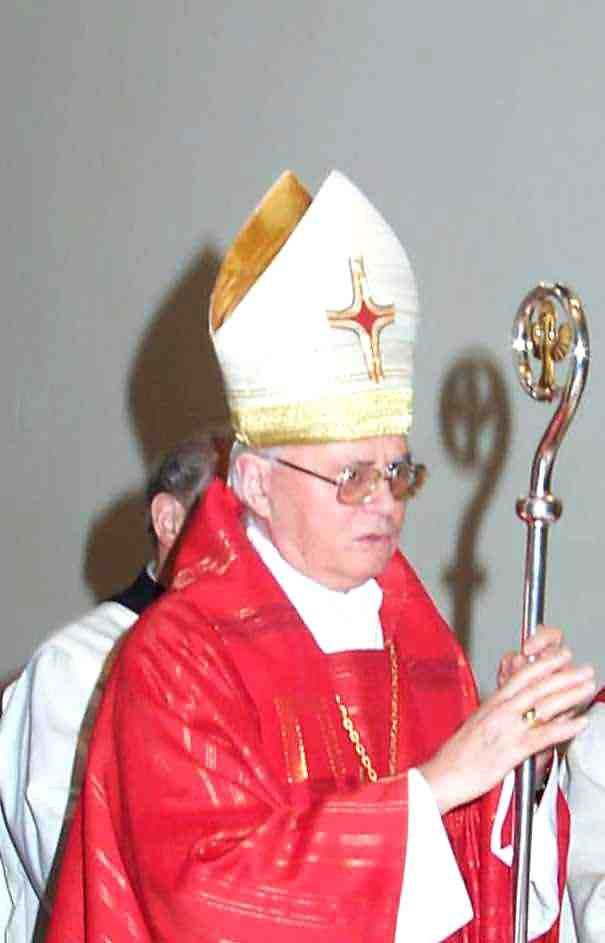
Biskup Kalata podczas sprawowania nabożeństwa

Uczęszczał do szkoły podstawowej w rodzinnej miejscowości, która od 1920 roku należała do Polski, a od 1939 roku - do Słowacji. W 1943 ukończył gimnazjum w Lewoczy i wstąpił do Towarzystwa Jezusowego. Nowicjat odbył w Rużomberku w latach 1943–1945. Studium filozoficzne rozpoczęte 1947 roku w Děčínie, musiał przerwać w nocy z 13 na 14 kwietnia 1950 r., kiedy władze komunistyczne niszcząc klasztory, internowały zakonników. Kalata jako politycznie niepewny (z punktu widzenia reżimu komunistycznego) został przewieziony do obozu dla internowanych w Bohosudovie, następnie służył trzy i pół roku w batalionie techniczno-pomocniczym w czechosłowackiej armii. Podczas tej służby potajemnie ukończył studia teologiczne i 12 sierpnia 1951 został potajemnie wyświęcony na kapłana.
Na biskupa został wyświęcony również potajemnie 9 września 1955 przez biskupa Jana Chryzostoma Korca. W styczniu 1960 roku został aresztowany i skazany na cztery lata więzienia. Po kilku miesiącach, jednak został ułaskawiony, dzięki amnestii ogólnej. Po wyjściu z więzienia pracował jako elektryk, ale nadal w swojej podstawowej misji – służbie tajnego biskupa. Potajemnie wyświęcał kapłanów, a także konsekrował Piotra Dubovského na biskupa. W 1963 roku został ponownie aresztowany i skazany na cztery lata więzienia. Kara została zwiększona o rok amnestii z poprzedniego wyroku, stąd Kalata na wolność powrócił dopiero w maju 1968.
W marcu 1969 roku wyemigrował do Austrii, gdzie ukończył studia na Wydziale Teologicznym w Innsbrucku. Tam kontynuował studia podyplomowe. W 1974 otrzymał doktorat z teologii. Jakiś czas był przełożonym jezuitów w domu słowackim Staufen-Grunerne w Niemczech.
16 marca 1985 roku został mianowany biskupem tytularnym diecezji Semta.